# Casper (film)
Casper ([ˈkæspə(r)]; cizí tvar jména Kašpar) je americká rodinná komedie z roku 1995. Režisérem animovaného filmu je Brad Silberling; hlavní role ztvárnili Christina Ricci, Bill Pullman, Malachi Pearson, Cathy Moriarty a Eric Idle.
Komedie vypráví příběh malého, hodného ducha Caspera a trojice jeho zlomyslných přátel-duchů Pérákem, Smraďochem a Tlusťochem, kteří straší v domě novopečené majitelky, chamtivé Carrigan a jejího milence, zvaného Dibbs. Carrigan, ve snaze duchy vypudit, vyhledá služby psychiatra Jamese Harveye, jehož dcerka Kat se s Casperem spřátelí a spolu nad chamtivou dvojicí zvítězí.

## Děj
Po smrti svého otce Carrigan Crittenden zjistí, že zdědila pouze Whipstaff Manor v Maine, zatímco jeho značný majetek připadl charitám. V domě žije přátelský duch Casper a jeho strašidelní strýcov. Carrigan se snaží duchy vyhnat, ale neúspěšně.
Casper se zamiluje do dívky Kat, dcery paranormálního terapeuta Jamese Harveye, a přesvědčí Carrigan, aby ho pozvala do Whipstaffu. Casper se snaží sblížit s Harveyovými, ale jeho strýcové se je snaží vyděsit. Casper si nakonec získá jejich důvěru a pomáhá Kat v škole.
Casper si nevzpomíná na svůj život, ale s Kat objeví stroj Lazarus, který má schopnost oživit mrtvé. Carrigan a její právník Dibs ukradnou vzorec, který stroj pohání, a snaží se získat nesmrtelnost. Carrigan však při pokusu zabít Dibse zemře a stane se duchem.
Harvey se snaží pomoci trojici strýců-duchů, ale při výletu do města nešťastnou náhodou zemře. Carrigan se pokusí se oživit, ale Casper a Kat ji přesvědčí, že její nedokončená záležitost, která ji držela ve formě ducha, je splněna. Casper obětuje svou šanci na návrat k životu, aby oživil Harveye.
Na Halloweenové party Casper tančí s Kat díky pomoci její zesnulé matky Amelie, která se stala andělem. Casper se pak vrátí do podoby ducha a všichni se baví na párty.

## Ocenění
Malachi Pearson za svou roli v tomto filmu získal Young Artist Award.

## Obsazení
| Christina Ricci            | Kathleen Harvey     |
| Bill Pullman               | James Harvey        |
| Malachi Pearson/Devon Sawa | Casper              |
| Cathy Moriarty             | Carrigan Crittenden |
| Eric Idle                  | Paul Plutzker       |
| Ben Stein                  | Rugg                |
| Joe Nipote                 | Stretch             |
| Joe Alaskey                | Stinkie             |
| Brad Garrett               | Fatso               |
| Amy Brenneman              | Amelia Harvey       |
| Dan Aykroyd                | Raymond Stantz      |
| Rodney Dangerfield         | sebe                |
| Clint Eastwood             | sebe                |
| Mel Gibson                 | sebe                |